# Otakar Vávra
Otakar Vávra (Hradec Králové, 28 febbraio 1911 – Praga, 15 settembre 2011) è stato un regista, sceneggiatore e insegnante ceco.

## Biografia
Nato in quello che all'epoca era territorio dell'Austria-Ungheria, Vávra ha frequentato l'università a Brno e Praga, studiando architettura. Tra il 1929 e il 1930, ancora studente, partecipò alla realizzazione di un paio di documentari e scrisse alcune sceneggiature. Nel 1931 produsse un film sperimentale, Světlo proniká tmou (It. La luce fende le tenebre). Il primo film da lui diretto, Filosofská historie, è del 1937.
Il suo primo lungometraggio fu Cech panen Kutnohorských, interpretato da Zorka Janů, sorella della celebre attrice Lída Baarová. Zorka Janů recitò per Vavra anche nelle produzioni degli anni quaranta Podvod s Rubensem  e Pacientka Dr. Hegla, mentre la Baarová lavorò per lui tra il 1937 e il 1941 in Verginità, Maskovana milenka, Dívka v modrém e La sua notte. Alcuni suoi film di questo periodo furono anche distribuiti in Italia.
Nel 1947 Vávra girò Krakatit (dal romanzo di Karel Čapek), un film contenente un forte messaggio pacifista. Dopo la presa del potere da parte dei comunisti nel 1948, Vávra si adattò alla nuova situazione e produsse film che lodavano il regime ed epici lungometraggi di ambientazione storica che sostenevano l'interpretazione ufficiale del passato. L'ultimo periodo, quando il regime iniziò ad allentare la propria presa, fu per lui il migliore: film come Una vergine per l'inquisitore e Komediant sono tra i migliori della sua produzione. Quando nel 1989 il partito comunista perse il potere dopo la rivoluzione di velluto le sovvenzioni statali per il cinema furono soppresse e il progetto di Vávra per il film storico che stava realizzando, Evropa tančila valčík dovette essere fortemente ridimensionato.

### Attività di insegnamento
Negli anni cinquanta Otakar Vávra, insieme ad un gruppo di altri registi cecoslovacchi, ha collaborato a fondare la Facoltà di cinema dell'Accademia dello spettacolo di Praga (Filmová Akademia muzických umění, FAMU), dove ha insegnato per più di cinquant'anni (dal 1963 come professore di ruolo). Tra i suoi allievi si ricordano Miloš Forman e vari altri esponenti del movimento che negli anni sessanta prese il nome di New Wave cecoslovacca.

## Premi
Otakar Vávra è considerato da molti il Padre della cinematografia ceca. Nel 1968 lo Stato gli conferì il titolo di Artista nazionale. Nel 2001 gli è stato assegnato il premio Leone Ceco per il contributo di una vita dato alla cultura ceca, mentre nel 2004 ha ottenuto la Medaglia d'onore dalla presidenza della repubblica.

## Filmografia
- 1931: Světlo proniká tmou (La luce fende le tenebre)
- 1934:  Žijeme v Praze (Vivere a Praga)
- 1935:  Listopad (Novembre)
- 1936:  Velbloud uchem jehly (Un cammello attraverso la cruna dell'ago)
- 1937: Verginità  (Orig. Panenství)
- 1937: Filosofská historie (Storia di un filosofo)
- 1938: Na 100% (Certamente)
- 1938: Cech panen kutnohorských (Il club delle vergini)
- 1939: L'amante mascherata  (Orig. Maskovaná milenka)
- 1939: Kouzelný dům (La casa stregata)
- 1939: Humoreska
- 1940: Pohádka máje (L'amor giovane)
- 1940: Podvod s Rubensem
- 1940: Pacientka Dr. Hegla (La paziente del Dr. Hegel)
- 1940: Dívka v modrém (Ragazza triste)
- 1941: Turbína (Turbine)
- 1942: Přijdu hned (Io ci sarò)
- 1942. Okouzlená (La ragazza stregata)
- 1943: Šťastnou cestu (Buon viaggio!)
- 1945: Vlast vítá (Benvenuto mio paese!)
- 1945: Rozina sebranec (Ragazza ribelle)
- 1946: Nezbedný bakalář (Il mattacchione)
- 1946: Cesta k barikádám (Le barricate sulla via)
- 1947. Předtucha (Il presagio)
- 1947: Krakatit (L'esplosione)
- 1949. Němá barikáda (La barricata silenziosa)
- 1949: Láska (Amore eterno)
- 1953: Nástup
- 1954: Jan Hus
- 1955: Jan Žižka
- 1957: Proti všem (Contro ogni speranza)
- 1958: Občan Brych (Il cittadino)
- 1959: První parta (Il turno di notte)
- 1960: Srpnová neděle (Una domenica d'agosto)
- 1960: Policejní hodina (L'ora del poliziotto)
- 1961: Noční host (L'ospite notturno)
- 1962: Horoucí srdce (Il cuore in fiamme)
- 1965: La mela d'oro (Zlatá reneta)
- 1966: Romance pro křídlovku (Racconto per cornetta)
- 1968: Třináctá komnata (La stanza proibita)
- 1969: Una vergine per l'inquisitore (Kladivo na čarodějnice), girato nel castello di Velké Losiny
- 1973: Giorni di tradimento (Dny zrady I)
- 1974: Sokolovo
- 1976: Osvobození Prahy (La liberazione di Praga)
- 1977: Příběh lásky a cti (Dell'amore e dell'onore)
- 1980: Temné slunce (Sole nero)
- 1983: Putování Jana Ámose
- 1984: Komediant (Il commediante)
- 1985: Veronika
- 1985: Oldřich a Božena (Il principe e la fanciulla)
- 1989: Evropa tančila valčík (...E l'Europa ballava il valzer)
- 2003: Moje Praha (La mia Praga)